# Sase (Višegrad)
Pour les articles homonymes, voir Sase.
Sase (en serbe cyrillique : Сасе) est un village de Bosnie-Herzégovine. Il est situé dans la municipalité de Višegrad et dans la république serbe de Bosnie. Selon les premiers résultats du recensement bosnien de 2013, il compte 39 habitants.

## Géographie
Sase est situé dans les gorges de la Drina.

## Démographie

### Évolution historique de la population dans la localité
| 1948 | 1953 | 1961 | 1971 | 1981 | 1991 | 2013 |
| ---- | ---- | ---- | ---- | ---- | ---- | ---- |
| -    | -    | 161  | 164  | 155  | 99,  | 39   |

|  |